# Celia Sánchez

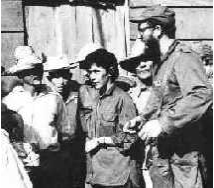
Celia Sánchez in der Mitte neben Fidel Castro während der Guerilla

Celia Sánchez Manduley (Deckname Norma) (* 9. Mai 1920 in Media Luna, Kuba; † 11. Januar 1980 in Havanna) war eine kubanische Revolutionärin und Politikerin, Kampf- und Lebensgefährtin von Fidel Castro.

Treppe in Manzanillo zu Ehren von Celia Sánchez

Denkmal-Detail

## Leben
Celia Sánchez wuchs im äußersten Südwestzipfel Ost-Kubas in der damaligen Provinz Oriente (heute Provinz Granma) auf; zuerst in Media Luna, ab 1940 im nahe gelegenen Pilón, später in Manzanillo. Sie wurde in eine antiimperialistisch denkende Familie hineingeboren. Ihr Vater, der Arzt Manuel Sánchez, war Mitglied der Orthodoxen Partei von Eduardo Chibás, in der auch Fidel Castro damals Mitglied war.
Am 28. Januar 1953, dem 100. Geburtstag von José Martí (1853–1895), soll Celia gemeinsam mit ihrem Vater eine Büste des kubanischen Freiheitshelden auf den höchsten Berg Kubas, den Pico Turquino (1974 m) in der Sierra Maestra, geschafft haben. Die Inschrift auf der Büste soll gelautet haben: „Rar wie die Berge sind die Menschen, die von ihnen herabschauen können“. Damit sollte ein stilles Zeichen gegen die – unter anderem von US-Firmen mitverschuldete – extreme soziale Ungleichheit in Kuba und gegen das Batista-Regime gesetzt werden. Von da an war ihr Leben ganz dem Kampf gegen Diktator Batista gewidmet, und nach dem Sieg der Revolution der politischen Arbeit im neuen Kuba. Sie starb am 11. Januar 1980 in Havanna an Krebs.

## Politisches Wirken

### Vertreibung Batistas
Am 26. Juli 1953 erfolgte der vom jungen Rechtsanwalt Fidel Castro geführte Angriff auf die Moncada-Kaserne in Santiago de Cuba. Celia agitierte damals bereits unter den ärmsten Bevölkerungsschichten der Region um Manzanillo gegen das autoritäre Batista-Regime und für soziale Gerechtigkeit.
Trotz seines Scheiterns wurde der Angriff auf die Moncada-Kaserne zum Beginn des Befreiungskampfes, an dem auch Celia in der Folgezeit immer stärker teilnahm. Zunächst half sie den Revolutionären um Fidel Castro, während diese in Haft saßen. Später wurde sie zur Gründerin und Anführerin der „Bewegung des 26. Juli“ in der Region Manzanillo. Im Untergrund bereitete sie später die Ankunft der 82 Revolutionäre um Fidel und Raúl Castro sowie Che Guevara mit der Yacht „Granma“ am 2. Dezember 1956 auf Kuba vor, nicht zuletzt weil sie die Gegend sehr gut kannte, da sie in der Nähe des Landungsortes, Playa Las Coloradas, aufgewachsen war. Noch bevor die Gruppe in Mexiko aufgebrochen war, half Celia organisatorisch beim Aufbau eines ersten Rückzugsgebietes für die Revolutionäre in der Nahe gelegenen Sierra Maestra nach ihrer Landung auf Kuba.
Im Verlauf der ersten Guerillatage auf Kuba organisierte sie neben Frank País das erste Verstärkungskontingent, das bis zum 6. Januar 1957 zu den Rebellen in die Sierra Maestra aufstieg (Los Marabuzaleros). Weiterhin organisierte sie den Nachschub mit Waffen, Lebensmitteln und Medizin. Am 16. Februar 1957 traf Celia zum ersten Mal auf Fidel Castro. In der Folgezeit wurde sie zu der Kontaktperson zwischen den Rebellen in den Bergen der Sierra Maestra und den im Untergrund operierenden Genossen in der Ebene. Am 19. März 1957 gliederte sich Celia schließlich als erste Frau direkt in die Rebellenarmee in der Sierra Maestra ein. Ihre Feuertaufe erlebte sie am 28. Mai 1957, als die Rebellen die stark gesicherte Kaserne der Batista-Armee in Uvero einnahmen. Im Oktober 1957 wurde sie als erste Guerrillera Mitglied des General-Kommandos der Rebellenarmee. Sie wurde zu einer der treibenden Kräfte für die Einsetzung eines reinen Frauentrupps, der dann unter dem Namen „Mariana Grajales“ (der Mutter des Generals Antonio Maceo) realisiert wurde. Bis über den Sieg der Rebellen gegen Batista hinaus arbeitete Celia Sánchez immer nah an der Seite von Fidel Castro. So zog sie auch am 1. Januar 1959 neben Fidel in Santiago de Cuba ein.

### „Natürliche Geschichtsschreiberin“
Während ihrer Zeit im General-Kommando hat sie einerseits detaillierte Berichte über alle wichtigen Vorkommnisse im Laufe des Bürgerkrieges verfasst, die nicht zuletzt auch für den Fortlauf der Kampfhandlungen von unschätzbarem Wert waren. Andererseits hat sie Schriftstücke, Botschaften und Notizen gesammelt und quasi in ihrem Rucksack aufbewahrt. Als sie am 4. Mai 1964 das Geschichtsbüro des Staatsrates gründete, brachte sie ihr Werk praktisch zum Abschluss: Die Konservierung der authentischen Dokumente einer erfolgreichen Guerilla.

### Aufbau des neuen Kuba
Nach dem Sieg der Revolution Anfang 1959 bekleidete sie verschiedene Ämter an der Seite des Comandante en Jefe Fidel Castro. Sie war Mitglied des Zentralkomitees der Kommunistischen Partei (spanisch Partido Comunista de Cuba, abgekürzt PCC), Deputierte in der Nationalversammlung der Volksmacht (spanisch Asamblea Nacional del Poder Popular) und Sekretärin des Staatsrates. In diesen Ämtern war sie maßgeblich an vielen Entscheidungen in Staat und Partei beteiligt. Sie wird noch heute in Kuba sehr verehrt.

## Wissenswertes
In der 2002 erschienenen dokumentarischen Fernsehspielserie Fidel & Che wurde Celia Sánchez von der mexikanischen Schauspielerin Celia Suárez dargestellt.